# Emmochliophis
Emmochliophis är ett släkte av ormar som ingår i familjen snokar. Släktet tillhör underfamiljen Dipsadinae som ibland listas som familj.
Arterna är med en längd mindre än 75 cm små ormar. De förekommer i Ecuador och lever i bergsskogar i Anderna. Fram till 2015 var endast ett exemplar i varje art känt.
Arter enligt Catalogue of Life och The Reptile Database:
- Emmochliophis fugleri
- Emmochliophis miops